# Mihael Mikić
Mihael Mikić (Zagreb, 6. siječnja 1980.) hrvatski je nogometni trener i bivši nogometaš. Igrao je na poziciji desnog veznog. Trenutačno je bez kluba.

## Igračka karijera
Sa 7 godina počeo je igrati u zagrebačkom klubu NK Bistra. Kao 13-godišnjak preselio je u Inter Zaprešić i već sa 16 godina započeo profesionalnu karijeru. Nakon jedne sezone postao je članom Dinama iz Zagreba, te se s 19 godina probio do prve momčadi. 1998. bio je možda i najbolji igrač U-18 reprezentacije na Svjetskom prvenstvu na Cipru, gdje je osvojio brončanu medalju.
Kao 18-godišnjak je nastupio u 3 Dinamove (tada Croatia Zagreb) utakmice u Ligi prvaka, u kojima je postigao pogodak portugalskom Portu u Zagrebu. Bio je to povijesni prvi pogodak tog kluba u najelitnijem nogometnom natjecanju ikada. Nastupio je u Ligi prvaka i dogodine, igravši 5 puta u 6 utakmica, no, rijetko od prve minute. Tom prigodom je bio strijelac, u remiju s Marseillom, 2:2. Bio je standardan i u U-19 i U-21 momčadi.
U Dinamu je Mikić igrao do 2004. kada odlazi u njemačku Bundesligu, točnije, u Kaiserslautern. Do zimske stanke sezone 2005./06. sakupio je tek 10 nastupa u prvenstvu, no, nakon toga broj nastupa se popeo na 20. Klub je kasnije te sezone ispao iz prve lige, a Mikić, koji nije uspio postići niti jedan gol u dresu njemačkog kluba, ponovno se vratio u hrvatsku ligu, u Rijeku.
U Rijeci je debitirao u Kupu UEFA na Kantridi protiv ciparske Omonije, no, nije uspio pomoći novom klubu da prođe dalje (Rijeka ispala s 2:2, 1:2). Niti u Rijeci nije bio standardan u prvoj momčadi, no, redovito bilježi odigrane minute, bilo to i nakon ulaska s klupe. S vremenom je, iako pored loših rezultata momčadi, uspio doći do prvih 11 i svojom borbenošću postao ljubimac navijača. Par dana prije kraja zimskog prijelaznog roka iste sezone, sporazumno je raskinuo ugovor s klubom. Iako ga je trener Milivoj Bračun htio zadržati, predsjednik kluba Robert Ježić prednost je dao Igoru Novakoviću. Već par sati kasnije potpisao je 2,5-godišnji ugovor s matičnim Dinamom. 
Početkom 2009. godine prelazi u japansku Sanfrecce Hirošimu i ostaje sve do 2018. kada prelazi u također japanski klub Shonan Bellmare.
Nije uspio zabilježiti niti jednu utakmicu za seniorsku reprezentaciju.

## Vanjske poveznice
- Nogometni-magazin: statistike